# Logroño (Santa Fe)
Logroño es una localidad y comuna argentina del departamento Nueve de Julio, en la provincia de Santa Fe. A 303 km de Santa Fe. Recibió el estatus de comuna el 7 de abril de 1926.

## Población
Cuenta con 810 habitantes (Indec, 2022), lo que representa un descenso frente a los 860 habitantes (Indec, 2010) del censo anterior.
| Gráfica de evolución demográfica de Logroño entre 1991 y 2022 |
|                                                               |
| Fuente: Censos nacionales del INDEC                           |

## Localidades y parajes
- Logroño
- Parajes 
  - Estación Portalis
  - Independencia
  - Km 293
  - Villa Clotilde

## Geografía

### Ubicación
El distrito se encuentra ubicado en la parte Sur del Departamento 9 de Julio, en la provincia de Santa Fe, en la República Argentina. Está conformado por 100.000 hectáreas que se emplazan en una planicie de escaso declive Noroeste- Sureste. En épocas de precipitaciones intensas, la poca pendiente, dificulta el drenaje de las aguas.

### Clima
Dada sus condiciones de planicie y posición latitudinal, es escenario de un clima cálido subtropical con estación seca, cuyo límite sur está determinado por la isoterma de 26°. En él tiene lugar el encuentro frontal-alternado de masas de aire cálido- húmedo, de origen tropical- marítimo, procedente del anticiclón del Atlántico Sur con la masa de aire frío- seco, procedente de la célula anticiclónica del Pacífico Sur, dependiendo de tal juego las condiciones térmicas- hídricas del tiempo.
Los veranos son cálidos, con medidas máximas de 46°, 8 °C. Las temperaturas mínimas medias invernales son de 13 °C, registrándose una mínima absoluta de -6,8 °C.
El otoño resulta comparativamente más cálido que la primavera. La humedad relativa media del ambiente es aproximadamente 65%, correspondiendo para el mes de enero valores de 60%; en invierno la humead relativa alcanza una 70%.
La presión atmosférica media anual en milibares es 1013- 1014.[cita requerida]

### Flora y fauna
Se destaca chañar, lapacho, algarrobo, quebracho colorado y blanco, ñandubay, guayacán y algarrobo blanco y negro. También palmares, pasto amargo, cortaderas, cadillo, gramilla, romerillo, pasto bandera, matorrales de cardos, espinillo y palmeras caranday.
Entre las especies que se encuentran el zona norte figuran comadreja overa, murciélago, chancho del monte, tapetí, vizcacha, biguá, cigüeña, aguará guazú, pato crestudo, bandurria, perdiz grande, loro, lechuzón, culebritas y picaflor.
En la región norte y boscosa abundan los quebrachales y otros árboles de maderas duras, forman montes tupidos.

## Infraestructura
Cien años que muestran una comunidad en constante desarrollo, con calles asfaltadas, ripios con sus correspondientes cordones cunetas, viviendas, salud, establecimientos escolares con educación primaria (Escuela 420) secundaria (Escuela Media 349) y varios Centros de Educación Rural.
A esto, hay que sumar el aspecto deportivo, social y cultural que brinda el Club Atlético Logroño, fundado un 15 de marzo de 1931; el hospital rural número 28, fundado en 1948 -cuyo primer director fue el Dr. Luis González Vara-; la construcción del acceso pavimentado en 1964; el suministro de fluido eléctrico en mayo de 1971; el centro cívico inaugurado en 1972 y la instalación del sistema de agua potable domiciliario en 1976.
En 2004, se pavimentan las arterias que circundan la plaza San Martín y la avenida de los Inmigrantes, sector oeste, a lo que en la actualidad hay que sumar otros concretos asfálticos y ripios, sin descuidar el aspecto habitacional, a través de distintas metodologías, como la prioridad de la forestación.

## Medios de comunicación
La ruta provincial 2 comunica a Logroño con la cabecera departamental, Tostado, a 32 km al norte y la ciudad capital, Santa Fe, a 300km al sur.
Surcan también el distrito las rutas nacional 95 y provincial 70 S, ambas de tierra, al igual que varios caminos comunales que en épocas de lluvias intensas se tornan intransitables.
La localidad tiene servicio telefónico automático de tele discado, con más de 140 abonados, servicio de telefonía celular e internet. 
Circulan colectivos de larga distancia (Etar, Pulqui y Tal) y trafics que hacen el recorrido Logroño- Tostado y viceversa. Posee además, televisión por cable y también Directv.

## Entidades educativas

### Instituciones
- Escuela primaria n.° 420 General San Martín
- Escuela de educación secundaria Orientada n.° 349 General Manuel Belgrano

## Entidades deportivas
- Club Atlético Logroño